# بيبا نوريس
بيبا نوريس (بالإنجليزية: Pippa Norris)‏ هي عالمة سياسة بريطانية، ولدت في 10 يوليو 1953 في لندن في المملكة المتحدة.

## وصلات خارجية
- الموقع الرسمي